# Josefa Sacko
 (juillet 2023).
Josefa Leonel Correia Sacko est une agronome, économiste et diplomate angolaise, actuellement commissaire à l'agriculture, au développement rural, à l'économie bleue et à l'environnement durable de la Commission de l'Union africaine (CUA). Avant d'occuper ce poste, elle a été conseillère spéciale au sein du gouvernement angolais, notamment auprès du ministre de l'Environnement et du ministre de l'Agriculture, où elle s'est concentrée sur la coopération internationale. Auparavant, elle a été secrétaire générale de l'Organisation interafricaine du café (OIAC) pendant 13 ans.

## Carrière
Sacko a apporté d'importantes contributions à l'agriculture et à la diplomatie internationale. Elle a commencé sa carrière en tant que conseillère spéciale du ministre de l'Agriculture de l'Angola, supervisant la sécurité alimentaire, la réduction de la pauvreté et la nutrition. En tant que secrétaire générale de l'OIAC, elle a géré les intérêts économiques de 25 pays africains producteurs de café. Sous son mandat, elle a mis en place des centres régionaux d'excellence pour renforcer les capacités des États membres en matière de conservation du matériel génétique et d'amélioration de la qualité du café dans des pays tels que la Côte d'Ivoire, l'Ouganda, le Cameroun et la Zambie,,.
Sacko a été distinguée par plusieurs prix et distinctions pour ses contributions, notamment en étant nommée l'une des 100 personnes les plus influentes en matière de politique climatique en mars 2019 et en recevant le Prix de la Fondation 2019 lors du Forum des Femmes Africaines de Crans Montana pour son engagement en faveur de l'autonomisation des femmes rurales. Elle parle couramment le portugais, le français, l'anglais, l'espagnol et le lingala.

## Honneurs et récompenses
- Prix de reconnaissance du Forum de Crans Montana (2019).